# Litoporus dimona
Litoporus dimona là một loài nhện trong họ Pholcidae. Loài này được phát hiện ở Brasil.